# Pekdon
Pekdon är ett samlingsnamn för anordningar som används för att direktmanipulera grafiska objekt på en datorskärm. Pekdon kan delas in i direkta som tillåter användaren att interagera med skärmen och indirekta som styr en markör på skärmen. Fördelarna med att använda pekdon är att användaren slipper lära sig kommandon, slipper risken för stavfel och håller sin uppmärksamhet på skärmen. Det normala är att man håller i och pekar med eller flyttar pekdonet, men för användare med särskilda behov kan man använda sig av tekniker som eye tracking.

## Lista över pekdon

### Direkta
- Ljuspenna
- Stylus
- Användarens egna fingrar på en pekskärm

### Indirekta
- Datormus
- Joystick[2]
- Styrplatta
- Styrkula
- Puck

### Fotnoter
1. ↑  Shneiderman & Plaisant (2010), s. 329-348
2. ↑  Shneiderman & Plaisant (2010), s. 332